# 多花海棠

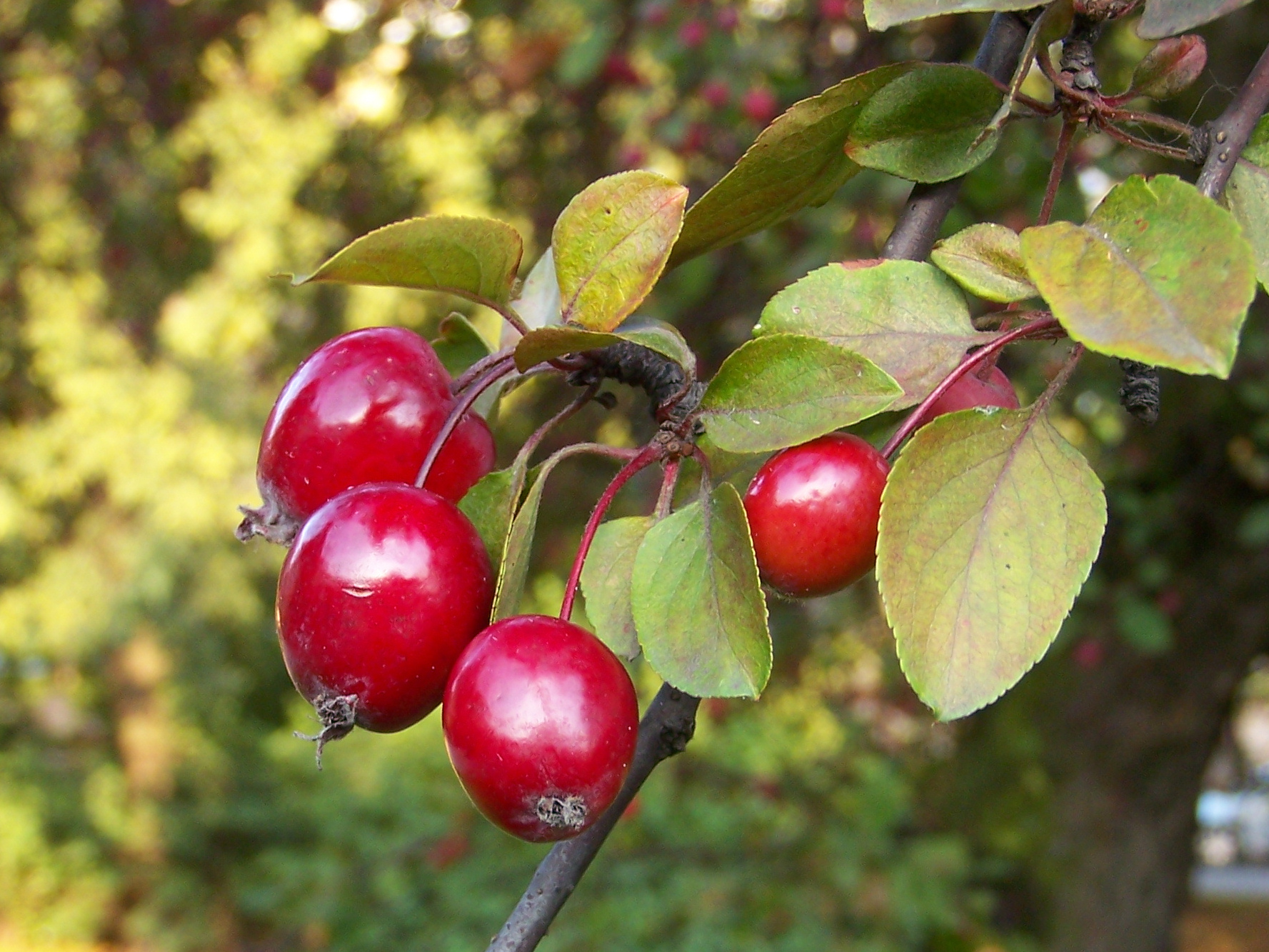
果實

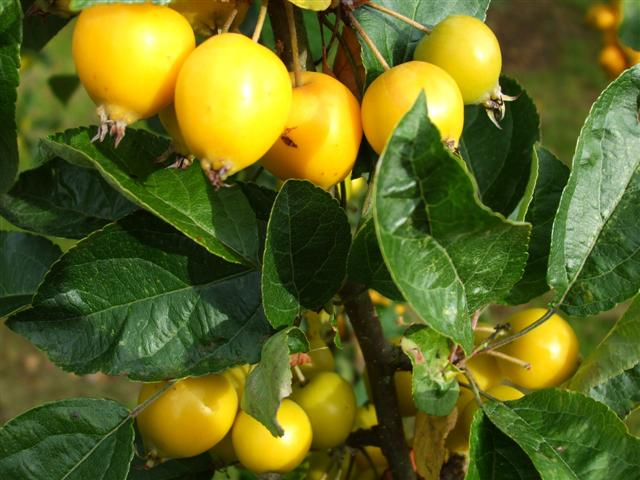
黃色果實

多花海棠（學名：Malus floribunda）是蘋果屬下的一種植物，原產於東亞。因在花季盛開粉色或白色小花而得名，結直徑一厘米的紅或黃色果實。它是一種受歡迎的園藝植物，曾獲皇家園藝學會獎項（Award of Garden Merit）。
它對苹果黑星病和白粉病都有很高的抗性，因此有研究者試圖將其“VF基因”引入到蘋果中，並獲得了一定的成功。

## 外部連接
维基共享资源上的相關多媒體資源：多花海棠